# اچ‌ام‌اس کروکودیل (۱۸۶۷)
اچ‌ام‌اس کروکودیل (۱۸۶۷) (به انگلیسی: HMS Crocodile (1867)) یک کشتی بود که طول آن ۳۶۰ فوت (۱۰۹٫۷ متر) بود. این کشتی در سال ۱۸۶۷ ساخته شد.